# Hammeville
Hammeville – miejscowość i gmina we Francji, w regionie Grand Est, w departamencie Meurthe i Mozela.
Według danych na rok 1990 gminę zamieszkiwało 135 osób, a gęstość zaludnienia wynosiła 25 osób/km² (wśród 2335 gmin Lotaryngii Hammeville plasuje się na 910. miejscu pod względem liczby ludności, natomiast pod względem powierzchni na miejscu 975.).

## Populacja

Populacja Hammevillew latach 1962-2008